# Élections au Parlement de Catalogne de 1995
Les élections au Parlement de Catalogne de 1995 (en catalan : Eleccions al Parlament de Catalunya de 1995, en espagnol : Elecciones al Parlamento de Cataluña de 1995) se tiennent le dimanche 19 novembre 1995, afin d'élire les 135 députés de la Ve législature du Parlement de Catalogne pour un mandat de quatre ans.

## Contexte
Le 25 septembre 1995, le président de la Généralité de Catalogne Jordi Pujol annonce que les élections parlementaires seront anticipées au 19 novembre suivant, afin d'éviter qu'elles ne coïncident avec les élections générales, attendues pour le printemps, si la IVe législature allait à son terme.

## Mode de scrutin
Le Parlement de Catalogne (Parlament de Catalunya) est une assemblée parlementaire monocamérale constituée de 135 députés (diputats) élu pour une législature de quatre ans au suffrage universel direct selon les règles du scrutin proportionnel d'Hondt par l'ensemble des personnes résidant dans la communauté autonome où résidant momentanément à l'extérieur de celle-ci, si elles en font la demande.
La communauté autonome de Catalogne ne s'étant pas dotée d'une loi électorale propre, la quatrième disposition transitoire du statut d'autonomie dispose que le Parlement est élu dans les mêmes conditions que le Congrès des députés. Elle précise par ailleurs que « Les circonscriptions électorales seront les quatre provinces de Barcelone, Gérone, Lérida et Tarragone. Le Parlement de Catalogne sera composé par 135 députés, desquels la circonscription de Barcelone élira un député pour 50 000 habitants, avec au plus 85 députés. Les circonscriptions de Gérone, Lérida et Tarragone éliront au moins six députés, plus un par tranche de 40 000 habitants, obtenant respectivement 17, 15 et 18 députés. ».
Les bulletins blancs sont considérés comme des suffrages valides, entrant ainsi en ligne de compte dans la détermination des listes ayant franchi le seuil électoral. En revanche, ils ne sont pas considérés comme des suffrages exprimés et ne sont donc pas pris en compte pour la répartition des sièges.

### Présentation des candidatures
Peuvent présenter des candidatures
- les partis ou fédérations politiques enregistrées auprès du registre des partis politiques du ministère de l'Intérieur ;
- les coalitions électorales de ces mêmes partis ou fédérations dûment constituées et inscrites auprès de la commission électorale au plus tard 10 jours après la convocation du scrutin ;
- et les regroupements d'électeurs bénéficiant du parrainage d'au moins 1 % des inscrits de la circonscription.

### Répartition des sièges
Seules les listes ayant recueilli au moins 3 % des suffrages valides — incluant les bulletins blancs — peuvent participer à la répartition des sièges à pourvoir dans une circonscription, qui s'organise en suivant différentes étapes : 
- les listes sont classées en une colonne par ordre décroissant du nombre de suffrages obtenus ;
- les suffrages de chaque liste sont divisés par 1, 2, 3... jusqu'au nombre de députés à élire afin de former un tableau ;
- les mandats sont attribués selon l'ordre décroissant des quotients ainsi obtenus[4].

Lorsque deux listes obtiennent un même quotient, le siège est attribué à celle qui a le plus grand nombre total de voix ; lorsque deux candidatures ont exactement le même nombre total de voix, l'égalité est résolue par tirage au sort et les suivantes de manière alternative.

## Campagne

### Principales forces politiques
| Force politique | Force politique                                                                | Force politique | Chef de file                             | Idéologie                                                                     | Résultats en 1992          |
| --------------- | ------------------------------------------------------------------------------ | --------------- | ---------------------------------------- | ----------------------------------------------------------------------------- | -------------------------- |
|                 | Convergence et Union Convergència i Unió                                       | CiU             | Jordi Pujol (Président de la Généralité) | Centre droit Libéralisme, démocratie chrétienne, catalanisme                  | 46,2 % des voix 70 députés |
|                 | Parti des socialistes de Catalogne Partit dels Socialistes de Catalunya        | PSC             | Joaquim Nadal (Maire de Gérone)          | Centre gauche Social-démocratie, progressisme, catalanisme                    | 27,6 % des voix 40 députés |
|                 | Gauche républicaine de Catalogne Esquerra Republicana de Catalunya             | ERC             | Àngel Colom (ca)                         | Gauche Socialisme démocratique, républicanisme, indépendantisme               | 8,0 % des voix 11 députés  |
|                 | Initiative pour la Catalogne-Les Verts (ca) Iniciativa per Catalunya-Els Verds | IC-EV           | Rafael Ribó (ca)                         | Gauche Écosocialisme, républicanisme, catalanisme                             | 6,5 % des voix 7 députés   |
|                 | Parti populaire Partit Popular                                                 | PP              | Aleix Vidal-Quadras                      | Centre droit à droite Libéral-conservatisme, démocratie chrétienne, unionisme | 6,0 % des voix 7 députés   |

## Résultats

### Total régional
| Représentation en hémicycle sur un axe gauche-droite du résultat. |                                                     |           |       |      |        |               |
| Partis                                                            | Partis                                              | Voix      | %     | +/-  | Sièges | +/-           |
|                                                                   | Convergence et Union (CiU)                          | 1 320 071 | 40,95 | 5,24 | 60     | 10            |
|                                                                   | Parti des socialistes de Catalogne (PSC)            | 802 252   | 24,88 | 2,67 | 34     | 6             |
|                                                                   | Parti populaire (PP)                                | 421 752   | 13,08 | 7,11 | 17     | 10            |
|                                                                   | Gauche républicaine de Catalogne (ERC)              | 305 867   | 9,49  | 1,53 | 13     | 2             |
|                                                                   | Initiative pour la Catalogne-Les Verts (IC-EV) (ca) | 313 092   | 9,71  | 3,21 | 11     | 4             |
|                                                                   | Alternative écologiste de Catalogne (AEC-EVE) (ca)  | 14 651    | 0,45  | 0,08 | 0      | en stagnation |
|                                                                   | Autres listes                                       | 14 850    | 0,46  | –    | 0      | en stagnation |
|                                                                   | Blanc                                               | 31 417    | 0,97  | 0,21 |        |               |
|                                                                   |                                                     |           |       |      |        |               |
| Votes valides                                                     | Votes valides                                       | 3 223 952 | 99,72 |      |        |               |
| Votes nuls                                                        | Votes nuls                                          | 9 007     | 0,28  |      |        |               |
| Total                                                             | Total                                               | 2 655 051 | 100   | –    | 135    | en stagnation |
| Abstentions                                                       | Abstentions                                         | 1 847 022 | 36,36 |      |        |               |
| Inscrits / Participation                                          | Inscrits / Participation                            | 5 079 981 | 63,64 |      |        |               |

### Par circonscription
| Circonscription | Circonscription | Barcelone | Barcelone | Barcelone | Barcelone     | Gérone  | Gérone  | Gérone | Gérone        | Lérida  | Lérida  | Lérida | Lérida        | Tarragone | Tarragone | Tarragone | Tarragone     |
| --------------- | --------------- | --------- | --------- | --------- | ------------- | ------- | ------- | ------ | ------------- | ------- | ------- | ------ | ------------- | --------- | --------- | --------- | ------------- |
|                 |                 |           |           |           |               |         |         |        |               |         |         |        |               |           |           |           |               |
| Sièges          | Sièges          | 85        | 85        | 85        | en stagnation | 17      | 17      | 17     | en stagnation | 15      | 15      | 15     | en stagnation | 18        | 18        | 18        | en stagnation |
|                 |                 |           |           |           |               |         |         |        |               |         |         |        |               |           |           |           |               |
|                 |                 | Nombre    | Nombre    | %         | %             | Nombre  | Nombre  | %      | %             | Nombre  | Nombre  | %      | %             | Nombre    | Nombre    | %         | %             |
| Inscrits        | Inscrits        | 3 891 435 | 3 891 435 | 100,00    | 100,00        | 426 588 | 426 588 | 100,00 | 100,00        | 300 023 | 300 023 | 100,00 | 100,00        | 461 935   | 461 935   | 100,00    | 100,00        |
| Abstentions     | Abstentions     | 1 444 094 | 1 444 094 | 37,11     | 37,11         | 137 560 | 137 560 | 32,25  | 32,25         | 100 230 | 100 230 | 33,41  | 33,41         | 165 138   | 165 138   | 35,75     | 35,75         |
| Votants         | Votants         | 2 447 341 | 2 447 341 | 62,89     | 62,89         | 289 028 | 289 028 | 67,75  | 67,75         | 199 793 | 199 793 | 66,59  | 66,59         | 296 797   | 296 797   | 64,25     | 64,25         |
| Nuls            | Nuls            | 5 895     | 5 895     | 0,24      | 0,24          | 1 111   | 1 111   | 0,38   | 0,38          | 671     | 671     | 0,34   | 0,34          | 1 330     | 1 330     | 0,45      | 0,45          |
| Exprimés        | Exprimés        | 2 441 446 | 2 441 446 | 99,76     | 99,76         | 287 917 | 287 917 | 99,62  | 99,62         | 199 122 | 199 122 | 99,66  | 99,66         | 295 467   | 295 467   | 99,55     | 99,55         |
|                 |                 |           |           |           |               |         |         |        |               |         |         |        |               |           |           |           |               |
| Partis          | Partis          | Voix      | %         | Sièges    | +/−           | Voix    | %       | Sièges | +/−           | Voix    | %       | Sièges | +/−           | Voix      | %         | Sièges    | +/−           |
|                 | CiU             | 953 419   | 39,05     | 34        | 7             | 140 012 | 48,63   | 9      | 2             | 98 995  | 49,72   | 8      | 1             | 127 645   | 43,20     | 9         | en stagnation |
|                 | PSC             | 620 756   | 25,43     | 22        | 5             | 74 124  | 25,74   | 5      | 1             | 38 796  | 19,48   | 3      | 1             | 68 576    | 23,21     | 4         | 1             |
|                 | PP              | 332 417   | 13,62     | 12        | 7             | 22 618  | 7,86    | 1      | 1             | 24 319  | 12,21   | 2      | 1             | 42 398    | 14,35     | 2         | 1             |
|                 | ERC             | 212 335   | 8,70      | 7         | 1             | 35 338  | 12,27   | 2      | en stagnation | 25 533  | 12,82   | 2      | 1             | 32 661    | 11,05     | 2         | en stagnation |
|                 | IC-EV           | 274 222   | 11,23     | 10        | 4             | 11 546  | 4,01    | 0      | en stagnation | 8 282   | 4,16    | 0      | en stagnation | 19 042    | 6,44      | 1         | en stagnation |
|                 | Autres          | 48 297    | 1,98      |           |               | 1 966   | 0,68    |        |               | 1 131   | 0,57    |        |               | 2 337     | 0,79      |           |               |
|                 | Blanc           | 24 230    | 0,99      | 2 313     | 0,80          | 2 066   | 1,04    | 2 808  | 0,95          |         |         |        |               |           |           |           |               |